# Jaya Bakti (Tuah Negeri)
Jaya Bakti is een bestuurslaag in het regentschap Musi Rawas van de provincie Zuid-Sumatra, Indonesië. Jaya Bakti telt 2063 inwoners (volkstelling 2010).